# Kremlin (Montana)
Kremlin – jednostka osadnicza w Stanach Zjednoczonych, w stanie Montana, w hrabstwie Hill.